# Yakovlev Yak-25 (1947)
El Yakovlev Yak-25 (en ruso: Як-25) fue un interceptor mono-motor fabricado por la oficina de diseño soviética Yakovlev después de la Segunda Guerra Mundial, basándose en el Yakovlev Yak-19 y como respuesta a la directiva del Consejo de Ministros del 11 de marzo de 1947. Se convirtió en uno de los primeros interceptores impulsado por turborreactores. Cuando se canceló el proyecto en 1948, únicamente se habían fabricado dos prototipos, por lo que Yakovlev, años más tarde, usaría la misma denominación en el también interceptor Yakovlev Yak-25.

## Desarrollo
El Yak-25 siguió estrechamente la disposición del Yakovlev Yak-19, pero no de manera detallada. Las alas rectas, aunque similares en forma, eran de sección mucho más delgada (9%) y más largas. Usaban secciones de flujo laminares. La cola se diferenciaba en estar inclinada hacia atrás, 40 grados en el borde de ataque vertical y 35 grados en los planos horizontales. El motor Derwent V fue conectado en la parte trasera del fuselaje central, el cual podía ser quitado para ganar acceso al motor para su retirada o mantenimiento.
Las pruebas de vuelo rápidamente mostraron que el Yak-25 era fácil de volar, teniendo en cuenta su buen funcionamiento y maniobrabilidad. Lamentablemente pronto quedó claro que la sección de flujo laminar usada para la unidad de cola era totalmente inadecuada ya que generaba una gran vibración cuando alcanzaba 500 km/h. El piloto de pruebas L.L. Selyakov relató que este era tan severo que fue lanzado sobre el panel de instrumentos de la carlinga, golpeando su cabeza contra los relojes, y todas las agujas de los instrumentos de vuelo dejaron de funcionar.
Para evitar esta vibración, la unidad de cola fue substituida por otra con perfil NACA 004. El Yak 25 hizo bastante trabajo como el primer caza soviético con la carlinga totalmente presurizada, aire acondicionado, cubierta de la carlinga eyectable o frenos de aire hidráulicos sobre el fuselaje, entre otros. Tanto el Mikoyan-Gurevich MiG-15 como el Lavochkin La-15 demostraron tener mejores prestaciones, y finalmente el primero fue elegido para la producción en serie. Se detuvo el desarrollo, pero dos de los prototipos fueron usados para desarrollo y pruebas. El segundo prototipo fue modificado con una nariz que montaba una sonda telescópica para probar el programa de caza de escolta cautivo 'Burlaki'. El tercer prototipo fue modificado con un tren de aterrizaje de tipo "biciclo" no retraíble para el desarrollo del Yak 50. El avión de producción habría usado motores Klimov RD-500. 
Un desarrollo posterior, sustituyendo el ala recta con una en flecha positiva con ángulo de 35°, fue conocido como Yak 30. La designación de Yak 25, más tarde fue reutilizada para un caza pesado de motores gemelos en 1952.

## Especificaciones

### Características generales
- Tripulación: 1
- Longitud: 8,66 m
- Envergadura: 8,88 m
- Altura:
- Superficie alar: 14,0 m²
- Peso en vacío: 2.285 kg
- Peso máximo al despegue: 3.535 kg
- Motor: 1 × Turborreactor Rolls-Royce Derwent V, de 15,6 kN (1590 kgf) de empuje

### Funcionamiento
- Velocidad máxima: 982 km/h
- Alcance: 1.100 km
- Techo de vuelo: 14.000 m
- Régimen de ascenso: 37 m/s
- Carga alar: 163 kg/ms²
- Relación empuje a peso: 0,45

### Armamento
- Bocas de fuego: 3 x cañones automáticos de 23 mm Nudelman-Rikhter NR-23, con 75 obuses cada uno.

### Aeronaves similares
- McDonnell XF-85 Goblin
- Republic F-84 Thunderjet
- Dassault MD 450 Ouragan
- Lavochkin La-15